# Gwalia (mina de oro)
La Mina de oro Gwalia se encuentra en Gwalia, a pocos kilómetros al sur de Leonora, Australia Occidental. Fue establecido originalmente por mineros galeses a finales del siglo XIX y Herbert Hoover, el más tarde Presidente de los Estados Unidos, sirvió como gerente de minas en sus primeros días de mayo a noviembre de 1898.
Es operado por St Barbara Limited. Además de Gwalia, Santa Bárbara también opera la mina de oro Marvel Loch en Marvel Loch y es propietaria de la mina de oro Tarmoola, que se coloca en cuidado y mantenimiento.
Las tres minas eran anteriormente propiedad de la ahora desaparecida compañía minera Sons of Gwalia Limited. Sons of Gwalia entró en administración el 30 de agosto de 2004 y las operaciones de extracción de oro de la compañía fueron vendidas a Santa Bárbara en marzo de 2005 por 38 millones de dólares A, después de haber sido valoradas por los directores de Sons of Gwalia en 120 millones de dólares A. Mientras Marvel Loch estaba operativo antes y después de la venta, la mina Gwalia ya estaba puesta en cuidado y mantenimiento en el momento de la transacción. Una cuarta mina, la Mina de Oro de la Presa Carosue, dejó de funcionar en junio de 2005 y desde entonces ha sido vendida por Santa Bárbara.

## Historia
Fue fundada en 1896 como la mina Hijos de Gwalia. Fue referido en la prensa en lengua galesa como Aur-gloddfa Meibion Gwalia = (el) goldmine (de) (los) Hijos (de) Gwalia. Gwalia es un nombre latino medieval para Gales que se hizo popular en la poesía en lengua galesa en el siglo XIX.
El arrecife Sons of Gwalia fue descubierto por tres buscadores que lo trabajaron durante un breve tiempo. Después de vender a George Hall por £ 5,000 este último recuperó su inversión después de sólo un mes. En busca de capital adicional, Hall comenzó las negociaciones con una firma londinense, Bewick Moreing, que envió al sitio a Herbert Hoover, un ingeniero minero de 23 años. Hoover recomendó a Bewick Moreing comprar la mina, lo que hicieron con un compromiso en efectivo de £ 100,000 el 17 de noviembre de 1897. Se sugirió a sí mismo como gerente del proyecto y redujo con éxito los costos en la mina mediante la contratación de mano de obra italiana.
Una feroz rivalidad entre Gwalia y la vecina Leonora se desarrolló y se estableció un servicio de tranvía entre las dos ciudades en 1903. A partir de la década de 1920, la ciudad comenzó a declinar cuando factores externos como la caída del precio del oro comenzaron a afectar a la mina. El 21 de diciembre de 1963, la mina de oro en Gwalia cerró y la ciudad se redujo en población de 1.500 a 40. La compañía minera Sons of Gwalia fue dado de baja por primera vez el 4 de febrero de 1964. En 65 años de operación, la mina había producido 78 mil kilogramos (2,500,000 ozt) de oro.

Minas de oro en la región de Kalgoorlie - Leonora

En la década de 1980, una nueva compañía de Hijos de Gwalia, formada por los hermanos Peter y Chris Lalor, descendientes de Peter Lalor, comenzó a retirar viejos relaves antes de extraer el viejo funcionamiento. En 1999, después de haber concluido la minería de la fosa abierta gwalia, comenzó a desarrollar una operación subterránea, pasando por el trabajo antiguo para 2001.
El 4 de septiembre de 2000, un vuelo a la mina Gwalia con siete empleados de SGW no aterrizó, en lugar de continuar a Burketown, donde finalmente se estrelló, después de haberse quedado sin combustible. El piloto y los aviones siete pasajeros murieron.
A partir de 2001, la mina formó parte de las operaciones de Leonora de la compañía, después de que adquiriera la Mina de Oro Tarmoola a través de una fusión con Pacmin Mining. Tarmoola se encuentra a 40 kilómetros (24,9 mi) al norte de la mina Gwalia.
En diciembre de 2003, la mina fue puesta en cuidado y mantenimiento después de que se agotaron los recursos de oro conocidos.
Después de un rápido ascenso de la compañía, las actividades no autorizadas de comercio de oro y divisas por el director financiero Eardley Ross-Adjie en el año hasta junio de 2000, terminaron costando a Sons of Gwalia más de 190 millones de dólares australianos. Sons of Gwalia entró en administración el 30 de agosto de 2004, tras un colapso financiero, con deudas superiores a los 800 millones de dólares después de sufrir la caída de las reservas de oro y las pérdidas de cobertura. Sons of Gwalia fue el tercer mayor productor de oro de Australia y también controló más de la mitad de la producción mundial de tantalio.
Santa Bárbara compró la mina a los hijos insolventes de Gwalia en marzo de 2005 con un plan de tres años para reabrirla.
Después de una remodelación de tres años, la producción se reanudó en la mina en septiembre de 2008, con el primer vertido de oro que se llevó a cabo en octubre de 2008. El declive de Hoover, llamado así por el difunto Presidente, estaba a 1.191 metros (3.907 pies) bajo superficie al 30 de junio de 2009. La planta continúa operando actualmente en campaña, una semana después, una semana de descanso.

## Producción
Producción de la mina:
| Año        | Producción     | Grado    | Costado por onza |
| 1997-98    | 113,767 onzas  |          |                  |
| 2000       | 169,025 onzas  | 3.28 g/t | Un$301           |
| 2001       | 164,895 onzas  | 3.13 g/t | Un$324           |
| 2002       | 79,353 onzas 1 | 1.99 g/t | Un$457           |
| 2 002-03 2 | 237,036 onzas  |          | Un$470           |
| 2 003-04 2 | 165,802 onzas  |          | Un$476           |
| 2005       |                |          |                  |
| 2005-06    | inactivo       | inactivo | inactivo         |
| 2006-07    | inactivo       | inactivo | inactivo         |
| 2007-08    | inactivo       | inactivo | inactivo         |
| 2008-09    | 82,795 onzas   | 3.3 g/t  | Un$719           |
| 2011 3     | 131,133 onzas  |          | Un$765           |
| 2012 3     | 184,534 onzas  |          | Un$646           |

- 1 resultados de 2002 sólo de enero a septiembre.
- 2 Resultado combinado para las operaciones de Leonora, formada por Gwalia y Tarmoola. Sin embargo, la mina Gwalia cerró en diciembre de 2003.
- 3 Sólo la mina Gwalia. excluye la extensión del Rey de la Colina.